# Badminton na Letnich Igrzyskach Olimpijskich 2016 – gra pojedyncza mężczyzn
Gra pojedyncza mężczyzn w badmintonie na Letnich Igrzyskach Olimpijskich 2016 została rozegrana w dniach 11−20 sierpnia na Riocentro – Pawilon 4.

## Rozstawieni zawodnicy
1. Lee Chong Wei
2. Chen Long
3. Lin Dan
4. Viktor Axelsen
5. Jan Ø. Jørgensen
6. Chou Tien-chen
7. Tommy Sugiarto
8. Son Wan-ho
9. Srikanth Kidambi
10. Hu Yun
11. Ng Ka Long
12. Marc Zwiebler
13. Rajiv Ouseph

## Wyniki

### Faza grupowa

#### Grupa A
| Zawodnik            | Mecz | W | P | S+ | S- | Pkt. |
| ------------------- | ---- | - | - | -- | -- | ---- |
| Lee Chong Wei       | 2    | 2 | 0 | 4  | 0  | 2    |
| Derek Wong Zi Liang | 2    | 1 | 1 | 2  | 2  | 1    |
| Soren Opti          | 2    | 0 | 2 | 0  | 4  | 0    |

| Data        | Zawodnik 1          | Wynik      | Zawodnik 2          |
| ----------- | ------------------- | ---------- | ------------------- |
| 11 sierpnia | Lee Chong Wei       | 21–2 21–3  | Soren Opti          |
| 12 sierpnia | Derek Wong Zi Liang | 21–5 21–6  | Soren Opti          |
| 14 sierpnia | Lee Chong Wei       | 21-18 21-8 | Derek Wong Zi Liang |

#### Grupa C
| Zawodnik        | Mecz | W | P | S+ | S- | Pkt. |
| --------------- | ---- | - | - | -- | -- | ---- |
| Chou Tien-chen  | 2    | 2 | 0 | 4  | 0  | 2    |
| Misha Zilberman | 2    | 1 | 1 | 2  | 2  | 1    |
| Yuhan Tan       | 2    | 0 | 2 | 0  | 4  | 0    |

| Data        | Zawodnik 1     | Wynik       | Zawodnik 2      |
| ----------- | -------------- | ----------- | --------------- |
| 12 sierpnia | Chou Tien-chen | 21–9 21–11  | Misha Zilberman |
| 13 sierpnia | Yuhan Tan      | 20-22 12-21 | Misha Zilberman |
| 14 sierpnia | Chou Tien-chen | 21–14 21–8  | Yuhan Tan       |

#### Grupa D
| Zawodnik            | Mecz | W | P | S+ | S- | Pkt. |
| ------------------- | ---- | - | - | -- | -- | ---- |
| Hu Yun              | 2    | 2 | 0 | 4  | 0  | 2    |
| Pablo Abián         | 2    | 1 | 1 | 2  | 2  | 1    |
| Jaspar Yu Woon Chai | 2    | 0 | 2 | 0  | 4  | 0    |

| Data        | Zawodnik 1  | Wynik       | Zawodnik 2          |
| ----------- | ----------- | ----------- | ------------------- |
| 12 sierpnia | Hu Yun      | 21–16 21–15 | Jaspar Yu Woon Chai |
| 13 sierpnia | Pablo Abián | 21–12 21–10 | Jaspar Yu Woon Chai |
| 14 sierpnia | Hu Yun      | 21–18 21–19 | Pablo Abián         |

#### Grupa E
| Zawodnik            | Mecz | W | P | S+ | S- | Pkt. |
| ------------------- | ---- | - | - | -- | -- | ---- |
| Lin Dan             | 3    | 3 | 0 | 6  | 0  | 3    |
| Nguyễn Tiến Minh    | 3    | 2 | 1 | 4  | 3  | 2    |
| Władimir Malkow     | 3    | 1 | 2 | 3  | 4  | 1    |
| David Obernorsterer | 3    | 0 | 3 | 0  | 6  | 0    |

| Data        | Zawodnik 1       | Wynik          | Zawodnik 2          |
| ----------- | ---------------- | -------------- | ------------------- |
| 11 sierpnia | Lin Dan          | 21–5 21–11     | David Obernorsterer |
| 11 sierpnia | Nguyễn Tiến Minh | 15–21 –9 21–13 | Władimir Malkow     |
| 12 sierpnia | Lin Dan          | 21–18 21–7     | Władimir Malkow     |
| 12 sierpnia | Nguyễn Tiến Minh | 21–18 21–14    | David Obernorsterer |
| 14 sierpnia | Lin Dan          | 21–7 21–12     | Nguyễn Tiến Minh    |
| 14 sierpnia | Władimir Malkow  | 21–11 21–10    | David Obernorsterer |

#### Grupa G
| Zawodnik         | Mecz | W | P | S+ | S- | Pkt. |
| ---------------- | ---- | - | - | -- | -- | ---- |
| Jan Ø. Jørgensen | 2    | 2 | 0 | 4  | 0  | 2    |
| Brice Leverdez   | 2    | 1 | 1 | 2  | 3  | 1    |
| Raul Must        | 2    | 0 | 2 | 1  | 4  | 0    |

| Data        | Zawodnik 1       | Wynik          | Zawodnik 2     |
| ----------- | ---------------- | -------------- | -------------- |
| 12 sierpnia | Jan Ø. Jørgensen | 21–8 21–15     | Raul Must      |
| 13 sierpnia | Brice Leverdez   | 21–8 18-21 –12 | Raul Must      |
| 14 sierpnia | Jan Ø. Jørgensen | 21–11 21–18    | Brice Leverdez |

#### Grupa H
| Zawodnik         | Mecz | W | P | S+ | S- | Pkt. |
| ---------------- | ---- | - | - | -- | -- | ---- |
| Srikanth Kidambi | 2    | 2 | 0 | 4  | 0  | 2    |
| Henri Hurskainen | 2    | 1 | 1 | 2  | 2  | 1    |
| Lino Muñoz       | 2    | 0 | 2 | 0  | 4  | 0    |

| Data        | Zawodnik 1       | Wynik       | Zawodnik 2       |
| ----------- | ---------------- | ----------- | ---------------- |
| 11 sierpnia | Srikanth Kidambi | 21–11 21–17 | Lino Muñoz       |
| 13 sierpnia | Henri Hurskainen | 21–12 21–11 | Lino Muñoz       |
| 14 sierpnia | Srikanth Kidambi | 21–6 21–18  | Henri Hurskainen |

#### Grupa I
| Zawodnik     | Mecz | W | P | S+ | S- | Pkt. |
| ------------ | ---- | - | - | -- | -- | ---- |
| Rajiv Ouseph | 2    | 2 | 0 | 4  | 0  | 2    |
| Shō Sasaki   | 2    | 1 | 1 | 2  | 3  | 1    |
| Petr Koukal  | 2    | 0 | 2 | 1  | 4  | 0    |

| Data        | Zawodnik 1   | Wynik           | Zawodnik 2  |
| ----------- | ------------ | --------------- | ----------- |
| 11 sierpnia | Rajiv Ouseph | 21–14 21–18     | Petr Koukal |
| 13 sierpnia | Shō Sasaki   | 21–10 16–21 –12 | Petr Koukal |
| 14 sierpnia | Rajiv Ouseph | 21–15 21–9      | Shō Sasaki  |

#### Grupa J
| Zawodnik        | Mecz | W | P | S+ | S- | Pkt. |
| --------------- | ---- | - | - | -- | -- | ---- |
| Tommy Sugiarto  | 2    | 2 | 0 | 4  | 0  | 2    |
| Osleni Guerrero | 2    | 1 | 1 | 2  | 2  | 1    |
| Howard Shu      | 2    | 0 | 2 | 0  | 4  | 0    |

| Data        | Zawodnik 1      | Wynik       | Zawodnik 2      |
| ----------- | --------------- | ----------- | --------------- |
| 12 sierpnia | Tommy Sugiarto  | 21–14 21–10 | Howard Shu      |
| 13 sierpnia | Osleni Guerrero | 21–16 21–15 | Howard Shu      |
| 14 sierpnia | Tommy Sugiarto  | 21-12 21-14 | Osleni Guerrero |

#### Grupa K
| Zawodnik                | Mecz | W | P | S+ | S- | Pkt. |
| ----------------------- | ---- | - | - | -- | -- | ---- |
| Scott Evans             | 2    | 2 | 0 | 4  | 2  | 2    |
| Marc Zwiebler           | 2    | 1 | 1 | 3  | 2  | 1    |
| Ygor Coelho de Oliveira | 2    | 0 | 2 | 1  | 4  | 0    |

| Data        | Zawodnik 1              | Wynik           | Zawodnik 2              |
| ----------- | ----------------------- | --------------- | ----------------------- |
| 12 sierpnia | Marc Zwiebler           | 21-9 17-21 7-21 | Scott Evans             |
| 13 sierpnia | Ygor Coelho de Oliveira | 8-21 -19 8-21   | Scott Evans             |
| 14 sierpnia | Marc Zwiebler           | 21-12 21-12     | Ygor Coelho de Oliveira |

#### Grupa L
| Zawodnik        | Mecz | W | P | S+ | S- | Pkt. |
| --------------- | ---- | - | - | -- | -- | ---- |
| Viktor Axelsen  | 2    | 2 | 0 | 4  | 0  | 2    |
| Boonsak Ponsana | 2    | 1 | 1 | 2  | 3  | 1    |
| Lee Dong-keun   | 2    | 0 | 2 | 1  | 4  | 0    |

| Data        | Zawodnik 1     | Wynik           | Zawodnik 2      |
| ----------- | -------------- | --------------- | --------------- |
| 11 sierpnia | Viktor Axelsen | 21–14 21–13     | Boonsak Ponsana |
| 13 sierpnia | Lee Dong-keun  | 19-21 -17 16-21 | Boonsak Ponsana |
| 14 sierpnia | Viktor Axelsen | 21–11 21–13     | Lee Dong-keun   |

#### Grupa M
| Zawodnik       | Mecz | W | P | S+ | S- | Pkt. |
| -------------- | ---- | - | - | -- | -- | ---- |
| Ng Ka Long     | 2    | 2 | 0 | 4  | 0  | 2    |
| Martin Giuffre | 2    | 1 | 1 | 2  | 3  | 1    |
| Pedro Martins  | 2    | 0 | 2 | 1  | 4  | 0    |

| Data        | Zawodnik 1    | Wynik            | Zawodnik 2     |
| ----------- | ------------- | ---------------- | -------------- |
| 11 sierpnia | Ng Ka Long    | 21–11 21–14      | Martin Giuffre |
| 13 sierpnia | Pedro Martins | 21-14 22-24 6-21 | Martin Giuffre |
| 14 sierpnia | Ng Ka Long    | 21–17 21–18      | Pedro Martins  |

#### Grupa N
| Zawodnik         | Mecz | W | P | S+ | S- | Pkt. |
| ---------------- | ---- | - | - | -- | -- | ---- |
| Son Wan-ho       | 2    | 2 | 0 | 4  | 0  | 2    |
| Jacob Maliekal   | 2    | 1 | 1 | 2  | 2  | 1    |
| Artem Pocztariow | 2    | 0 | 2 | 0  | 4  | 0    |

| Data        | Zawodnik 1       | Wynik       | Zawodnik 2       |
| ----------- | ---------------- | ----------- | ---------------- |
| 11 sierpnia | Son Wan-ho       | 21–10 21–10 | Jacob Maliekal   |
| 12 sierpnia | Artem Pocztariow | 18-21 19-21 | Jacob Maliekal   |
| 14 sierpnia | Son Wan-ho       | 21–9 21–15  | Artem Pocztariow |

#### Grupa P
| Zawodnik           | Mecz | W   | P   | S+  | S-  | Pkt. |
| ------------------ | ---- | --- | --- | --- | --- | ---- |
| Chen Long          | 2    | 2   | 0   | 4   | 0   | 2    |
| Niluka Karunaratne | 2    | 1   | 1   | 2   | 2   | 1    |
| Adrian Dziółko     | 2    | 0   | 2   | 0   | 4   | 0    |
| Kevin Cordón       | WDN  | WDN | WDN | WDN | WDN | WDN  |

| Data        | Zawodnik 1     | Wynik             | Zawodnik 2         |
| ----------- | -------------- | ----------------- | ------------------ |
| 11 sierpnia | Chen Long      | 21–7 21–10        | Niluka Karunaratne |
| 11 sierpnia | Kevin Cordón   | 21–18 10–21 13–21 | Adrian Dziółko     |
| 12 sierpnia | Kevin Cordón   | WDN               | Niluka Karunaratne |
| 13 sierpnia | Chen Long      | 21-12 21-9        | Adrian Dziółko     |
| 14 sierpnia | Chen Long      | WDN               | Kevin Cordón       |
| 14 sierpnia | Adrian Dziółko | 19-21 22-24       | Niluka Karunaratne |

### Faza finałowa
|  |            |                  |            |                  |            |    |    |                |              |                   |                   |                   |                   |                   |           |           |           |           |           |  |  |       |       |       |       |       |
|  | 1/8 finału | 1/8 finału       | 1/8 finału | 1/8 finału       | 1/8 finału |    |    | Ćwierćfinały   | Ćwierćfinały | Ćwierćfinały      | Ćwierćfinały      | Ćwierćfinały      |                   |                   | Półfinały | Półfinały | Półfinały | Półfinały | Półfinały |  |  | Finał | Finał | Finał | Finał | Finał |
|  | 1/8 finału | 1/8 finału       | 1/8 finału | 1/8 finału       | 1/8 finału |    |    | Ćwierćfinały   | Ćwierćfinały | Ćwierćfinały      | Ćwierćfinały      | Ćwierćfinały      |                   |                   | Półfinały | Półfinały | Półfinały | Półfinały | Półfinały |  |  | Finał | Finał | Finał | Finał | Finał |
|  |            |                  |            |                  |            |    |    |                |              |                   |                   |                   |                   |                   |           |           |           |           |           |  |  |       |       |       |       |       |
|  |            |                  |            |                  |            |    |    |                |              |                   |                   |                   |                   |                   |           |           |           |           |           |  |  |       |       |       |       |       |
|  |            |                  |            |                  |            |    |    |                |              |                   |                   |                   |                   |                   |           |           |           |           |           |  |  |       |       |       |       |       |
|  |            |                  |            |                  |            |    |    |                |              |                   |                   |                   |                   |                   |           |           |           |           |           |  |  |       |       |       |       |       |
|  |            |                  |            |                  |            |    |    |                |              |                   |                   |                   |                   |                   |           |           |           |           |           |  |  |       |       |       |       |       |
|  | 1          | Lee Chong Wei    | 21         | 21               |            |    |    |                |              |                   |                   |                   |                   |                   |           |           |           |           |           |  |  |       |       |       |       |       |
|  | 1          | Lee Chong Wei    | 21         | 21               |            |    |    |                |              |                   |                   |                   |                   |                   |           |           |           |           |           |  |  |       |       |       |       |       |
|  |            |                  | 6          | Chou Tien-chen   | 9          | 15 |    |                |              |                   |                   |                   |                   |                   |           |           |           |           |           |  |  |       |       |       |       |       |
|  | 6          | Chou Tien-chen   | 6          | Chou Tien-chen   | 9          | 15 | 21 | 21             |              |                   |                   |                   |                   |                   |           |           |           |           |           |  |  |       |       |       |       |       |
|  | 6          | Chou Tien-chen   |            |                  |            |    |    |                |              |                   |                   |                   |                   |                   |           |           |           |           |           |  |  |       |       |       |       |       |
|  | 10         | Hu Yun           | 10         | 13               |            |    |    |                |              |                   |                   |                   |                   |                   |           |           |           |           |           |  |  |       |       |       |       |       |
|  | 10         | Hu Yun           | 10         | 13               |            |    | 1  | Lee Chong Wei  | 15           | 21                | 22                |                   |                   |                   |           |           |           |           |           |  |  |       |       |       |       |       |
|  |            |                  |            |                  |            |    |    |                |              |                   |                   |                   |                   |                   |           |           |           |           |           |  |  |       |       |       |       |       |
|  |            |                  | 3          | Lin Dan          | 21         | 11 | 20 |                |              |                   |                   |                   |                   |                   |           |           |           |           |           |  |  |       |       |       |       |       |
|  |            |                  |            |                  |            | 11 | 20 |                |              |                   |                   |                   |                   |                   |           |           |           |           |           |  |  |       |       |       |       |       |
|  |            |                  |            |                  |            |    |    |                |              |                   |                   |                   |                   |                   |           |           |           |           |           |  |  |       |       |       |       |       |
|  |            |                  |            |                  |            |    |    |                |              |                   |                   |                   |                   |                   |           |           |           |           |           |  |  |       |       |       |       |       |
|  | 3          | Lin Dan          | 21         | 11               | 21         |    |    |                |              |                   |                   |                   |                   |                   |           |           |           |           |           |  |  |       |       |       |       |       |
|  | 3          | Lin Dan          | 21         | 11               | 21         |    |    |                |              |                   |                   |                   |                   |                   |           |           |           |           |           |  |  |       |       |       |       |       |
|  |            |                  | 9          | Srikanth Kidambi | 6          | 21 | 18 |                |              |                   |                   |                   |                   |                   |           |           |           |           |           |  |  |       |       |       |       |       |
|  | 5          | Jan Ø. Jørgensen | 9          | Srikanth Kidambi | 6          | 21 | 18 | 19             | 19           |                   |                   |                   |                   |                   |           |           |           |           |           |  |  |       |       |       |       |       |
|  | 5          | Jan Ø. Jørgensen |            |                  |            |    |    |                |              |                   |                   |                   |                   |                   |           |           |           |           |           |  |  |       |       |       |       |       |
|  | 9          | Srikanth Kidambi | 21         | 21               |            |    |    |                |              |                   |                   |                   |                   |                   |           |           |           |           |           |  |  |       |       |       |       |       |
|  | 9          | Srikanth Kidambi | 21         | 21               |            |    | 1  | Lee Chong Wei  | 18           | 18                |                   |                   |                   |                   |           |           |           |           |           |  |  |       |       |       |       |       |
|  |            |                  |            |                  |            |    |    |                |              |                   |                   |                   |                   |                   |           |           |           |           |           |  |  |       |       |       |       |       |
|  |            |                  | 2          | Chen Long        | 21         | 21 |    |                |              |                   |                   |                   |                   |                   |           |           |           |           |           |  |  |       |       |       |       |       |
|  | 13         | Rajiv Ouseph     | 2          | Chen Long        | 21         | 21 | 21 | 14             | 21           |                   |                   |                   |                   |                   |           |           |           |           |           |  |  |       |       |       |       |       |
|  | 13         | Rajiv Ouseph     |            |                  |            |    |    |                |              |                   |                   |                   |                   |                   |           |           |           |           |           |  |  |       |       |       |       |       |
|  | 7          | Tommy Sugiarto   | 13         | 21               | 16         |    |    |                |              |                   |                   |                   |                   |                   |           |           |           |           |           |  |  |       |       |       |       |       |
|  | 7          | Tommy Sugiarto   | 13         | 21               | 16         |    |    | 13             | Rajiv Ouseph | 12                | 16                |                   |                   |                   |           |           |           |           |           |  |  |       |       |       |       |       |
|  |            |                  |            |                  |            |    |    | 13             | Rajiv Ouseph | 12                | 16                |                   |                   |                   |           |           |           |           |           |  |  |       |       |       |       |       |
|  |            |                  | 4          | Viktor Axelsen   | 21         | 21 |    |                |              |                   |                   |                   |                   |                   |           |           |           |           |           |  |  |       |       |       |       |       |
|  |            | Scott Evans      | 4          | Viktor Axelsen   | 21         | 21 | 16 | 12             |              |                   |                   |                   |                   |                   |           |           |           |           |           |  |  |       |       |       |       |       |
|  |            | Scott Evans      |            |                  |            |    |    |                |              |                   |                   |                   |                   |                   |           |           |           |           |           |  |  |       |       |       |       |       |
|  | 4          | Viktor Axelsen   | 21         | 21               |            |    |    |                |              |                   |                   |                   |                   |                   |           |           |           |           |           |  |  |       |       |       |       |       |
|  | 4          | Viktor Axelsen   | 21         | 21               |            |    | 4  | Viktor Axelsen | 14           | 15                |                   |                   |                   |                   |           |           |           |           |           |  |  |       |       |       |       |       |
|  |            |                  |            |                  |            |    |    |                |              |                   |                   |                   |                   |                   |           |           |           |           |           |  |  |       |       |       |       |       |
|  |            |                  | 2          | Chen Long        | 21         | 21 |    |                |              | Mecz o 3. miejsce | Mecz o 3. miejsce | Mecz o 3. miejsce | Mecz o 3. miejsce | Mecz o 3. miejsce |           |           |           |           |           |  |  |       |       |       |       |       |
|  | 11         | Ng Ka Long       | 2          | Chen Long        | 21         | 21 | 21 | 17             |              | Mecz o 3. miejsce | Mecz o 3. miejsce | Mecz o 3. miejsce | Mecz o 3. miejsce | Mecz o 3. miejsce |           |           |           |           |           |  |  |       |       |       |       |       |
|  | 11         | Ng Ka Long       |            |                  |            |    |    |                |              |                   |                   |                   |                   |                   |           |           |           |           |           |  |  |       |       |       |       |       |
|  | 8          | Son Wan-ho       | 23         | 21               |            |    |    |                |              |                   |                   |                   |                   |                   |           |           |           |           |           |  |  |       |       |       |       |       |
|  | 8          | Son Wan-ho       | 23         | 21               |            |    | 8  | Son Wan-ho     | 11           | 21                | 11                | 3                 | Lin Dan           | 21                | 10        | 17        |           |           |           |  |  |       |       |       |       |       |
|  |            |                  |            |                  |            |    | 8  | Son Wan-ho     | 11           | 21                | 11                | 3                 | Lin Dan           | 21                | 10        | 17        |           |           |           |  |  |       |       |       |       |       |
|  |            |                  | 2          | Chen Long        | 21         | 18 | 21 |                |              | 4                 | Viktor Axelsen    | 15                | 21                | 21                |           |           |           |           |           |  |  |       |       |       |       |       |
|  |            |                  |            |                  |            | 18 | 21 |                |              | 4                 | Viktor Axelsen    | 15                | 21                | 21                |           |           |           |           |           |  |  |       |       |       |       |       |